# ۱۷۴۸ (میلادی)
در این صفحه وقایع مهم سال ۱۷۴۸ میلادی فهرست شده‌اند.

## زادروزها
- ۳۰ اوت - ژاک لوئی داوید، نقاش فرانسوی
- جان پلی‌فیر، فیزیک‌دان و ریاضی‌دان اسکاتلندی
- ۲ فوریه – آدام وایسهائوپت، نویسنده و فیلسوف آلمانی (د. ۱۸۱۱)
- ۱۵ فوریه – جرمی بنتام، اقتصاددان، نویسنده، و فیلسوف بریتانیایی (د. ۱۸۳۲)
- ۱۰ مارس – جان پلی‌فیر، ریاضی‌دان بریتانیایی (د. ۱۸۱۹)
- ۸ ژوئن – ویلیام فیو، سیاست‌مدار و وکیل آمریکایی (د. ۱۸۲۸)

## درگذشت‌ها
- ۱ ژانویه – یوهان برنولی، ریاضی‌دان سوئیسی (ز. ۱۶۶۷)